# العقصة (المحويت)

تعديل مصدري - تعديل

العقصة هي إحدى قرى عزلة المجاديل بمديرية المحويت التابعة لمحافظة المحويت، بلغ تعداد سكانها 175 نسمة حسب تعداد اليمن لعام 2004.